# Karl von Braun
Karl svobodný pán von Braun (německy Carl Adolf Constantin Wenzel Freiherr von Braun) (6. března 1859 Frankfurt nad Mohanem – 7. ledna 1940 Bad Aussee) byl rakousko-uherský diplomat. Ve službách ministerstva zahraničí působil od roku 1883 a zastával různé diplomatické funkce v evropských zemích i v severní Africe. Později byl vyslancem v Bulharsku (1904–1905), Řecku (1909–1913) a dvakrát v Sasku (1905–1909 a 1913–1918). Po zániku monarchie byl v roce 1918 penzionován a od té doby žil v soukromí.

## Životopis
Pocházel z úřednické rodiny původem z Prahy, narodil se jako nejstarší syn dlouholetého ředitele císařské kabinetní kanceláře barona Adolfa Brauna (1818–1904) a jeho manželky Frideriky, rozené Borgnisové (1837–1897). Karl sloužil jako jednoroční dobrovolník v c. k. armádě, vojsko opustil v hodnosti poručíka v záloze a vstoupil do služeb ministerstva zahraničí (1883). Vystřídal nižší diplomatické posty na různých místech v Evropě, začínal jako attaché v Haagu, poté působil v Bruselu, Berlíně a Istanbulu, později byl legačním sekretářem ve Württembersku (1889–1893) a Nizozemí (1893–1895). Následoval post vyslaneckého rady v Bavorsku (1895–1899). Poté se vrátil do Turecka, tentokrát již na pozici velvyslaneckého rady.
V letech 1902–1904 byl rakousko-uherským generálním konzulem v Káhiře, ve stejné pozici působil v letech 1904–1905 v Sofii, kde mu byl již přiznán titul vyslance a zplnomocněného ministra pro Bulharsko. Jako vyslanec strávil několik let v Drážďanech (1905–1909), poté byl vyslancem v Řeckém království (1909–1913). Během své kariéry proslul vysokými ambicemi a několikrát usiloval o přeložení na důležitější post, naposledy tak učinil právě v Athénách, kdy požádal z rodinných důvodů o návrat do Drážďan. V roce 1910 obdržel prestižní titul c. k. tajného rady s nárokem na oslovení Excelence, o který se také dlouho ucházel. Nakonec se vrátil do Saska, kde setrval jako vyslanec až do konce první světové války. Penzionován byl k datu 30. listopadu 1918 a poté žil v soukromí ve Vídni. Jako monarchista kritizoval nové poměry mimo jiné kvůli zadržování penze.  

## Tituly a ocenění
Po nobilitaci svého otce užíval od roku 1861 šlechtický titul rytíře a od roku 1873 svobodného pána. Během diplomatické služby získal řadu vyznamenání v Rakousku-Uhersku i v zahraničí.

### Rakousko-Uhersko
- Řád železné koruny I. třídy (1913)
- velkokříž Řádu Františka Josefa (1908)
- rytířský kříž Leopoldova řádu (1898)
- Jubilejní pamětní medaile (1898)

### Zahraničí
- velkokříž Řádu Albrechtova (Sasko)
- velkokříž Řádu Spasitele (Řecko)
- velkokříž Vévodského sasko-ernestinského domácího řádu (Sasko)
- velkokříž Řádu Albrechta Medvěda (Anhaltsko)
- velkokříž Domácího řádu vévody Petra Fridricha Ludvíka (Oldenbursko)
- Královský řád za občanské zásluhy I. třídy (Bulharsko)
- Řád sv. Michaela II. třídy (Bavorsko)
- komandér Řádu dubové koruny (Lucembursko)
- Řád Medžidie III. třídy (Osmanská říše)
- Řád Osmanie I. třídy (Osmanská říše)
- Řád červené orlice IV. třídy (Německo)
- Řád pruské koruny III. třídy (Německo)
- Řád zähringenského lva (Bádensko)
- rytířský kříž Řádu württemberské koruny (Württembersko)
- Řád knížete Danila I. II. třídy (Černá Hora)

## Rodina
Za svého pobytu v Nizozemí se v roce 1895 oženil s Constancií Jeanne van Dedem (1869–1958), nevlastní sestrou nizozemského politika a ministra kolonií Willema Karla van Dedem (1839–1895). Z jejich manželství se narodil syn Adolf. 
Měl čtyři mladší bratry, Franze, Aloise, Ernsta a Alexandra, kteří působili ve státní správě.